# 沙琅镇
沙琅镇是广东省茂名市电白区下辖的一个行政建制镇，地处电白县北部，是电白区山区商贸文化中心，三茂铁路贯穿全境，有省、县道6条，也是联结山区电白8个镇及茂名、阳春、阳江的交通枢纽。全镇面积89平方公里。城区面积8.2平方公里全境最长的母亲河——沙琅江（也叫袂花江），水源充沛。沙琅镇西部平原居多，东部属丘陵地带。

## 物产资源
荔枝、龙眼、香蕉、果蔗、优质米、北运菜、木材、南药等，地方特产有沙琅豉油、小耳花猪、莲垌南药（含槟榔、胡椒、砂仁、八角、藿香、沉香等名贵药材）和金钱龟等,金钱龟产业已申报“中国金龟养殖第一镇”。电白政府 沙琅镇

## 荣誉
沙琅镇先后荣获全国造林绿化百佳镇、广东省卫生先进镇、广东省中心镇、广东省第二批“小城镇健康发展综合试点镇”、全国重点镇，茂名市文明镇等荣誉称号；2009年被评为广东省宜居城镇（为全省十个试点镇之一）、茂名市镇通建制村公路路面硬化建设先进单位，2010年被评为电白县科学发展先进镇；2011年又被评为广东省农业名镇。

## 语言
主要崖话（客家话），少数黎话与白话

## 行政区划
辖2个居委会、15村委会：、沙琅居委会、琅东居委会，渡头村、甘村村、观青村、河口村、琅西村、莲垌村、排仔村、坡富村、尚唐村、水心村、潭儒村、新陂村、鱼花村、堂砥村、大塘村。

## 人口
2013年全镇约81600人。